# Chuuk
Chuuk, también llamado Truk, es un grupo de islas al oeste del océano Pacífico. Es uno de los cuatro estados que forman los Estados Federados de Micronesia junto con Kosrae, Pohnpei y Yap.
Chuuk es el más poblado de los cuatro estados con 53 595 habitantes[cita requerida] y una superficie de 127 km², siendo su capital Weno, la mayor ciudad del país. Geográficamente Chuuk pertenece a las islas Carolinas, en el idioma chuukense chuuk significa "montaña".
Entre otras islas, se encuentra la isla de Fefen, que es la tercera isla más grande habitada de la Laguna de Truk.

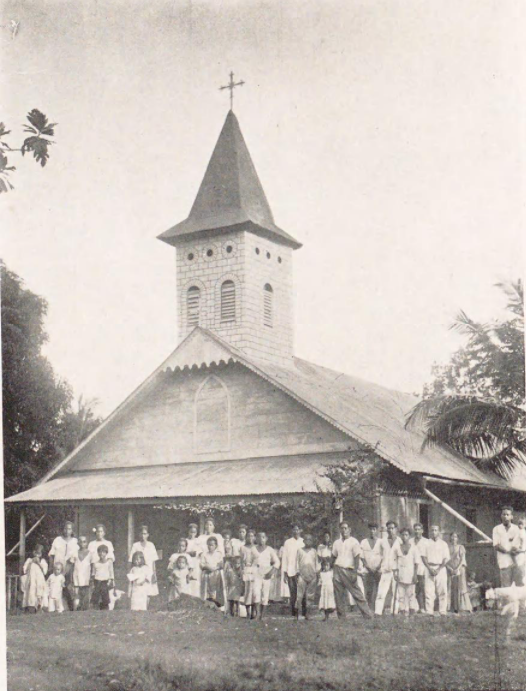
Iglesia católica en la Isla de Tonowas, Chuuk (en un libro publicado en 1932)

## Historia
Las islas de Chuuk fueron descubiertas en 1528. Las sociedades aborígenes allí eran entonces principalmente matriarcales.

### Colonización española
El primer avistamiento registrado por los europeos fue realizado por el navegante español Álvaro de Saavedra a bordo del barco Florida durante agosto o septiembre de 1528. Posteriormente fueron visitados por el español Alonso de Arellano el 15 de enero de 1565 a bordo del galeón patache San Lucas.
Como parte de las Islas Carolinas, Truk fue reclamada por el Imperio Español, que se esforzó por controlar las islas a finales del siglo XIX. La laguna de Chuuk estaba entonces habitada por varias tribus que participaban en guerras intermitentes, así como una pequeña población de comerciantes y misioneros extranjeros. Los españoles se detuvieron para izar una bandera sobre Chuuk en 1886, y regresaron en 1895 como parte de un intento de afirmar el control y negociar la paz entre las tribus guerreras de Chuuk. No se estableció ningún asentamiento español permanente y la violencia tribal continuó hasta la época colonial alemana.

### Dominio alemán y japonés
Las Islas Carolinas fueron vendidas al Imperio Alemán en 1899, después de que el Reino de España se retirara del Pacífico tras la Guerra Hispano-estadounidense.

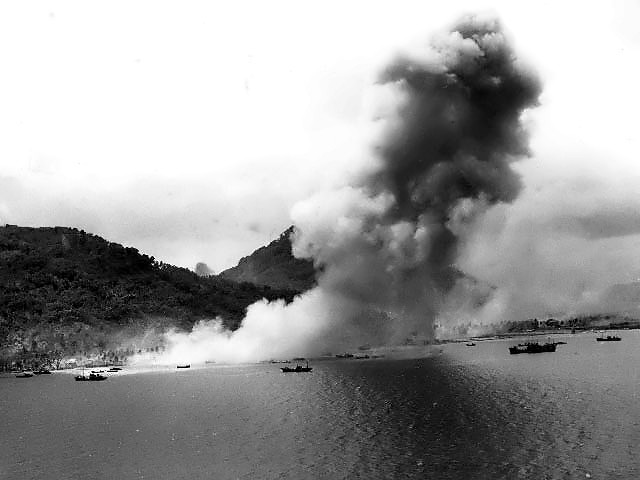
Ataque sobre la base naval de Japón en la Isla de Dublón en 1944

Durante la Primera Guerra Mundial, se encargó a la marina japonesa que persiguiera y destruyera el escuadrón alemán de Asia Oriental y que protegiera las rutas de navegación del comercio aliado en los océanos Pacífico e Índico. Durante el curso de esta operación, la Armada Japonesa incautó las posesiones alemanas en los grupos de las Marianas, las Carolinas, las Islas Marshall y Palaos para octubre de 1914. Chuuk se convirtió entonces en una posesión del Imperio de Japón bajo el mandato de la Sociedad de Naciones tras la derrota de Alemania en la Primera Guerra Mundial

### Dominio estadounidense
Los días 17 y 18 de febrero de 1944 se desarrolló en Chuuk la denominada Operación Hailstone, que consistió en un ataque aeronaval masivo estadounidense contra la base japonesa allí ubicada.[cita requerida]
Chuuk fue uno de los seis distritos del Territorio en Fideicomiso de las Islas del Pacífico (TTPI) que fueron administrados por los Estados Unidos bajo la carta de las Naciones Unidas desde el final de la Segunda Guerra Mundial hasta mediados de la década de 1980. La terminación de la administración estadounidense de los distritos del TTPI de Chuuk, Yap, Kosrae, Pohnpei y las Islas Marianas se produjo el 3 de noviembre de 1986. 

### Independencia
Los Estados Federados de Micronesia, incluidos Chuuk, Yap, Kosrae y Pohnpei, se establecieron en 1979 y firmó un Pacto de Libre Asociación con los Estados Unidos (efectivo el 3 de noviembre de 1986).
El 2 de julio de 2002, las fuertes lluvias de la tormenta tropical Chataan causaron más de treinta deslizamientos de tierra que mataron a cuarenta y siete personas e hirieron a decenas más, en el desastre climático más mortífero del estado. Los deslizamientos de tierra ocurrieron a lo largo del día, algunos con solo unos minutos de diferencia.
En tiempos recientes, Chuuk ha estado presionando más por la independencia. Se programó originalmente un referéndum de independencia para que coincidiera con las elecciones federales del 3 de marzo de 2015, pero se retrasó hasta el 5 de marzo de 2019. El referéndum de independencia se retrasó aún más hasta marzo de 2022, con una fecha por anunciar, mientras que se determina la legalidad constitucional de la secesión propuesta.

## Geografía
Al oeste está el estado de Yap. Al este está el estado de Pohnpei y el estado de Kosrae está más al este.
El principal centro de población del estado de Chuuk es la laguna de Chuuk, un gran archipiélago con islas montañosas rodeadas por una serie de islotes en una barrera de coral. Las dos divisiones geográficas y dialécticas principales de la laguna de Chuuk son Faichuuk, las islas occidentales y Namoneas, las islas orientales.
El estado de Chuuk también incluye varios grupos de "islas exteriores" más escasamente poblados, incluidas las islas Mortlock al sureste, las islas Hall (Pafeng) al norte, el atolón Namonuito al noroeste y la región de Pattiw al oeste. La región de Pattiw es de particular interés porque tiene algunas de las islas más tradicionales del Pacífico y está relacionada culturalmente con las islas exteriores de Yap. Este grupo incluye las islas de Pollap, Tamatam, Poluwat y Houk. Hoy en día, todavía se pueden encontrar navegantes maestros tradicionales: se considera que Poluwat y Pollap tienen algunos de los mejores navegantes y canoas de vela oceánica del Pacífico.
En las islas de la región de Pattiw, y algunas de las islas de Yap, todavía encontrará hoy las dos últimas escuelas de navegación restantes, Weriyeng y Faaluush. Sin embargo, visitar la región de Pattiw en el oeste es difícil debido a la falta de transporte confiable. Houk probablemente tiene la pista de aterrizaje más accesible en la región de Pattiw, con aviones que aterrizan cada una o dos semanas.
El estado comparte su longitud con Sídney, Australia, es decir, la parte oriental de la ciudad, incluido el CBD.

## Municipios

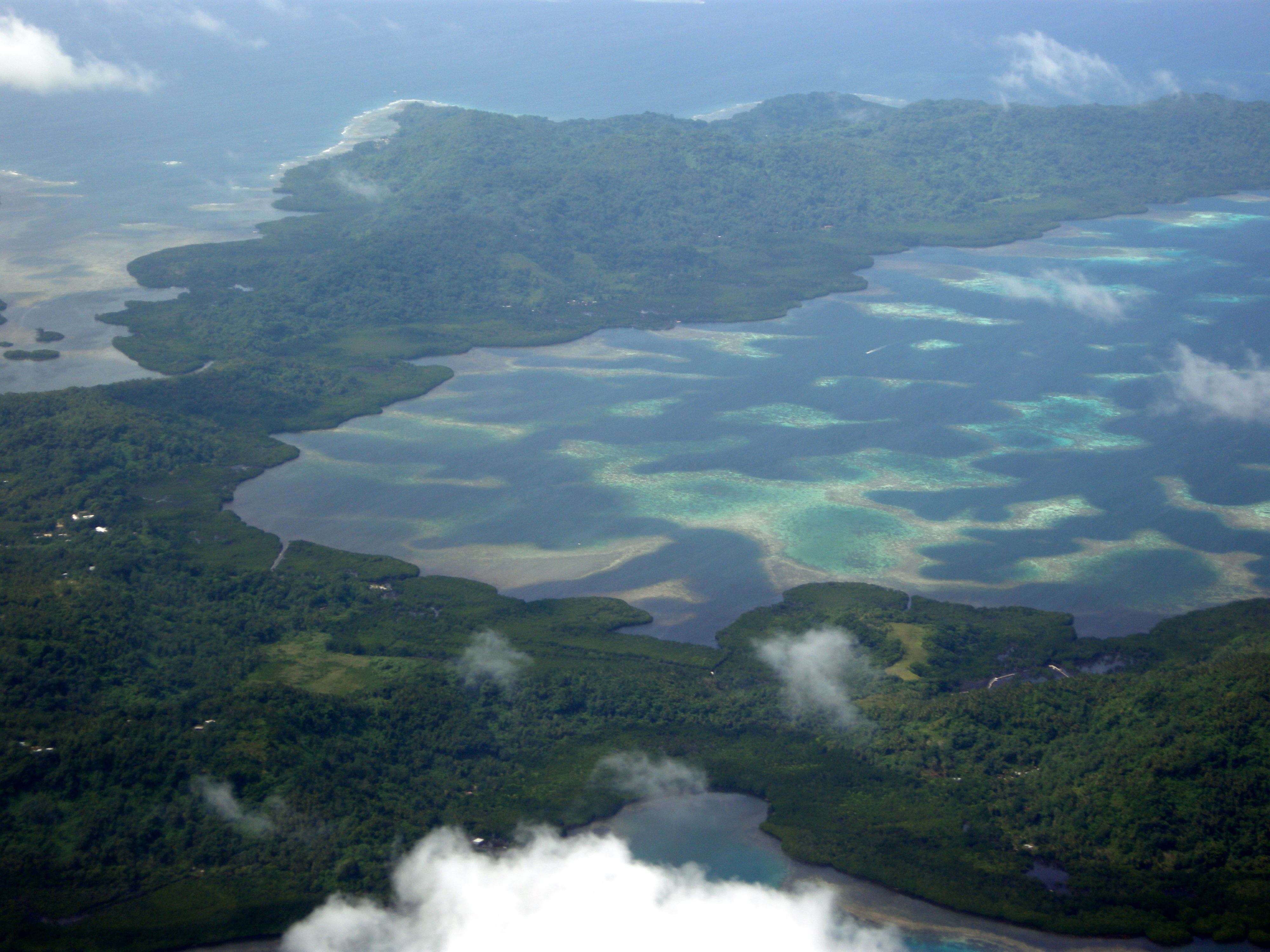
Islas Faichuk, Estado de Chuuk

El estado de Chuuk tiene las siguientes subdivisiones:

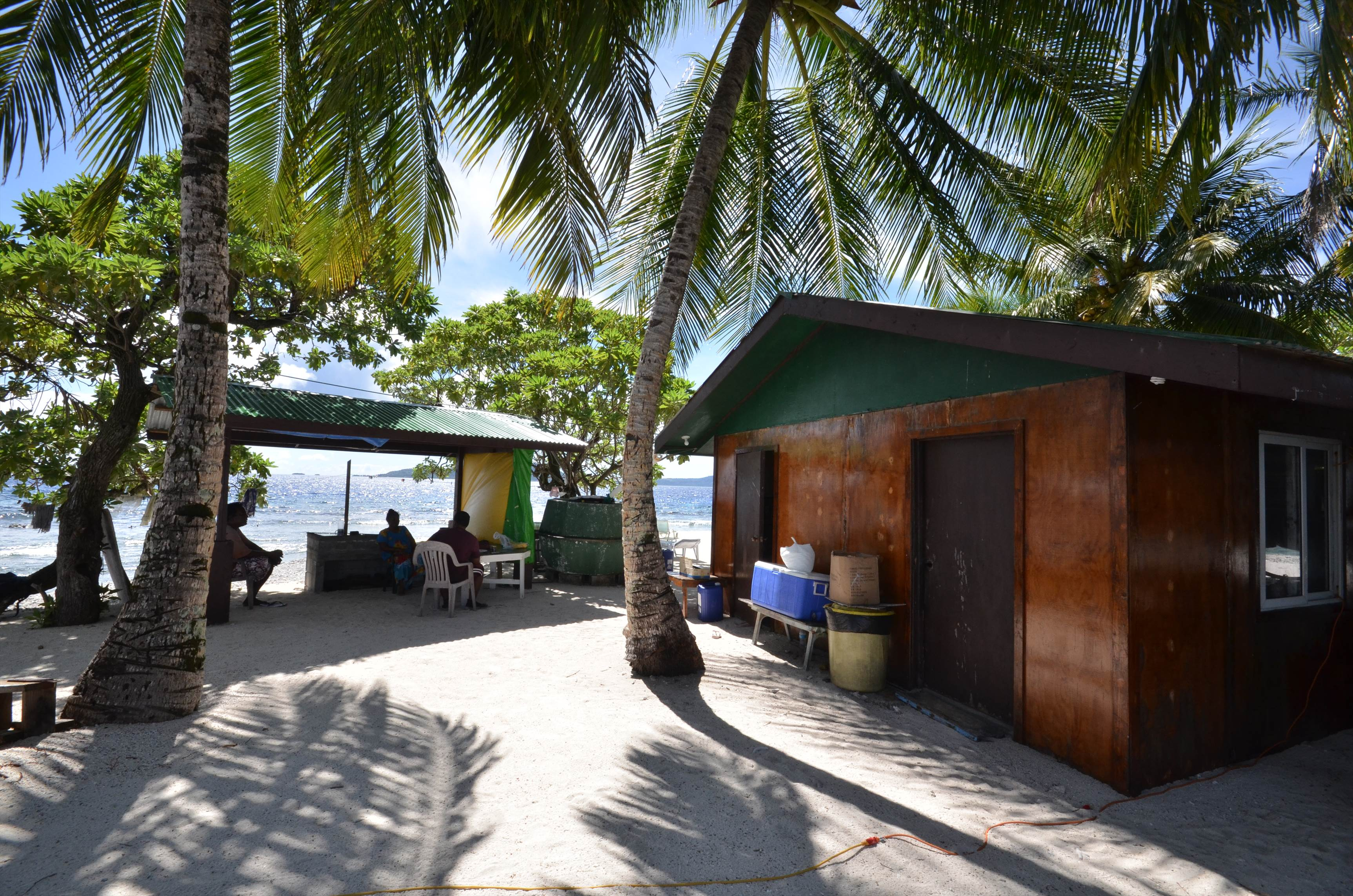
Isla Jeep, Estado de Chuuk

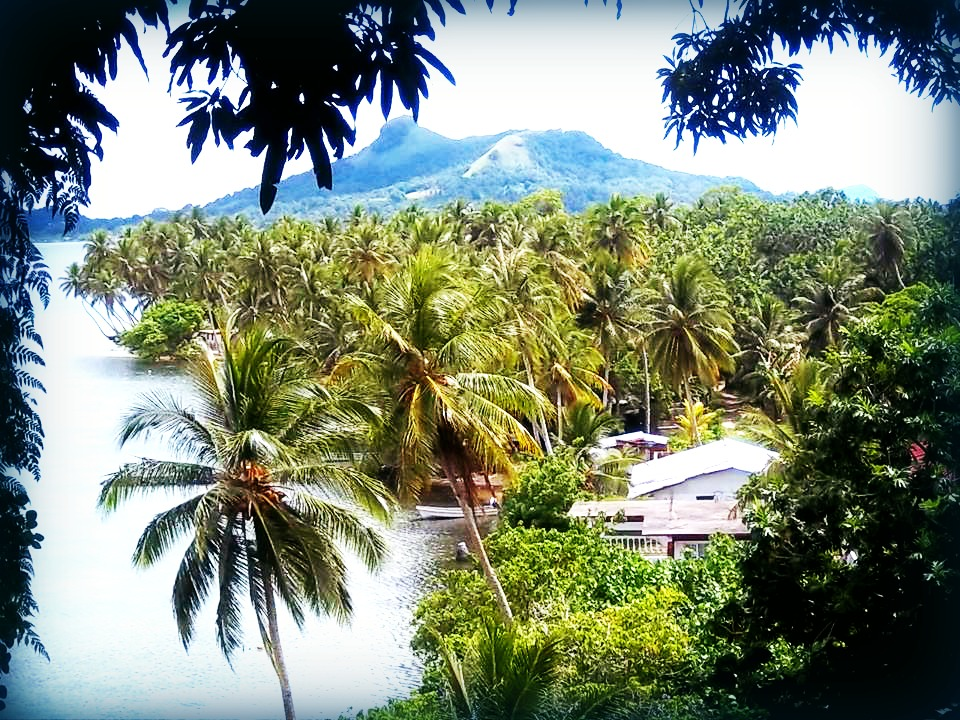
Monte Tonnachau, Isla de Moen

- Municipio de Eot
- Municipio de Ettal
- Municipio de Fananu
- Municipio de Fanapanges
- Municipio de Fefen
- Municipio de Houk
- Municipio de Kuttu
- Municipio de Losap
- Municipio de Lekinioch
- Municipio de Makur
- Municipio de Moch
- Municipio de Murilo
- Municipio de Nema
- Municipio de Namoluk

- Municipio de Nomwin
- Municipio de Oneop
- Municipio de Onou
- Municipio de Onoun
- Municipio de Parem
- Municipio de Piherarh
- Municipio de Piis-Emwar
- Municipio de Pollap
- Municipio de Polowat
- Municipio de Ramanum
- Municipio de Ruo
- Municipio de Satowan

- Municipio de Ta
- Municipio de Tamatam
- Municipio de Tolensom
- Municipio de Tonoas
- Municipio de Siis
- Municipio de Udot-Fonuweisom
- Municipio de Uman-Fonuweisom
- Municipio de Unanu
- Municipio de Weno-Choniro
- Municipio de Fonoton
- Municipio de Paata-Tupunion
- Municipio de Piis-Panewu
- Municipio de Oneisom
- Municipio de Pwene

## Demografía
Chuuk es el más poblado de los estados de los Estados Federados de Micronesia. En el censo del 1 de abril de 2000, tenía 53 595 habitantes, frente a los 34 486 de Pohnpei, los 11 241 de Yap y los 7686 de Kosrae; en el censo del 4 de abril de 2010, tenía 48 654 habitantes, frente a los 36 196 de Pohnpei, los 11 377 de Yap y los 6616 de Kosrae.

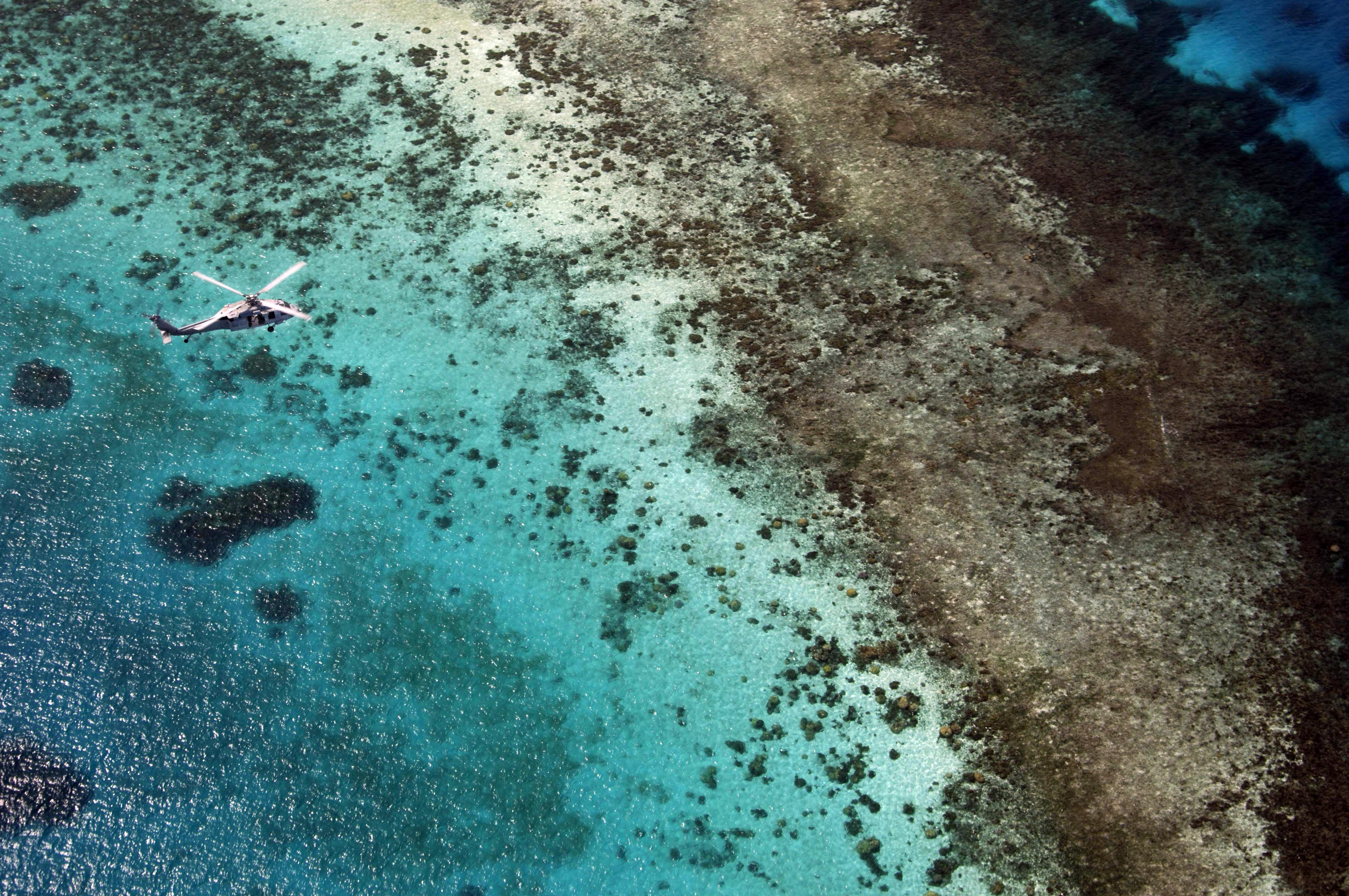
Vista aérea de la Costa del Estado de Chuuk

### Censos
| Distrito           | Población (Censo 1989) | Población (Censo 1994) | Población (Censo 2000) | Población (Censo 2010) |
| ------------------ | ---------------------- | ---------------------- | ---------------------- | ---------------------- |
| Namoneas del Norte | 15 622                 | 17 093                 | 14 722                 | 14 611                 |
| Namoneas del Sur   | 11 455                 | 11 898                 | 11 694                 | 10 233                 |
| Faichuk            | 11 264                 | 12 671                 | 14 049                 | 9 807                  |
| Islas Mortlocks    | 5904                   | 6471                   | 6911                   | 7181                   |
| Noroeste           | 3626                   | 5186                   | 6219                   | 6819                   |
| Total Chuuk        | 47 871                 | 53 319                 | 53 595                 | 48 651                 |

### Religión
La mayoría de la población del estado está afiliada la cristianismo esto como consecuencia de la actividad de grupos misioneros primero de España y luego de Alemania y Estados Unidos. Durante la época de la colonización española fue introducido el catolicismo, posteriormente llegaron diversos grupos protestantes. El principal edificio religioso del estado es la Catedral del Inmaculado Corazón de María (Immaculate Heart of Mary Cathedral) en Tunnuk, (Weno). que esta bajo la jurisdicción de la diócesis de las Islas Carolinas (Diœcesis Carolinensium) sufragánea de la provincia eclesiástica de Agaña en Guam. Otras iglesias en el estado incluyen la Iglesia del Sagrado Corazón (Sacred Heart Church) en la isla de Lekinioch, la Iglesia de Cristo Rey en Neiwe, la iglesia católica de Houk, la Iglesia de la Sagrada Familia en Weno, la Iglesia de San Ignacio en Fonoton, entre otras.

## Economía

### Turismo
El estado de Chuuk recibe el mayor número de visitantes de todos los Estados Federados de Micronesia. Sin embargo, el turismo está relativamente poco desarrollado. En el Plan de Desarrollo de los Estados Federados de Micronesia para Chuuk, publicado en 2016, los factores que desfavorecen el desarrollo del turismo en Chuuk incluyen la falta de infraestructuras, en particular los transbordadores irregulares entre las islas y la falta de suministro regular de electricidad en todas las islas, aparte de Weno. El informe reconocía que los activos subacuáticos de Chuuk son los que más atraerían al turismo, incluida su diversidad marina y los naufragios de la Segunda Guerra Mundial que rodean la costa. En los casos en los que el turismo existe, depende de la industria del buceo, que fue establecida en las islas por Kimiuo Aisek. Un legado de su trabajo para convertir a Chuuk en un destino de buceo fue la creación del Museo Memorial Kimiuo Aisek.

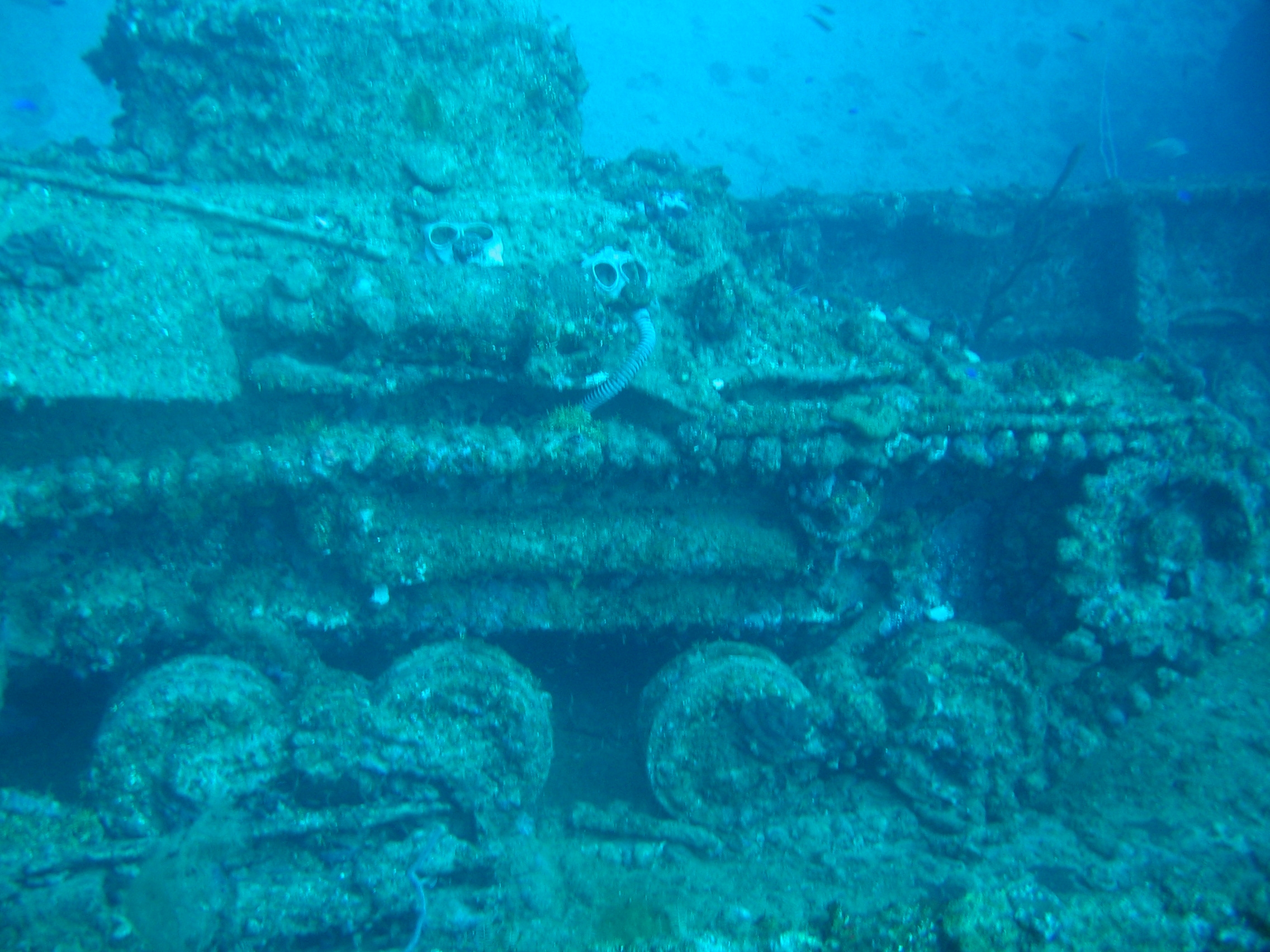
Pequeño tanque en el Nippo Maru. Hundido durante la Segunda Guerra Mundial en Chuuk

Los ataques norteamericanos a la flota japonesa en 1944 fueron tales que hoy la laguna de Truk es el mayor cementerio militar submarino del mundo (60 barcos y 400 aviones dispersos en varios kilómetros), que atrae a buceadores de todo el mundo. Las condiciones de buceo son muy buenas (visibilidad de 15 a 40 metros, variaciones de profundidad, corrientes menores, 700 variedades de peces, corales generosos). Sin embargo, esta fuente de ingresos se ve amenazada por los problemas de conservación, desde la rápida desintegración de los cadáveres hasta la pesca con dinamita, que destruye rápidamente secciones enteras del cementerio.

## Cultura

### Misión jesuita en Weno
La Provincia de Nueva York de la Compañía de Jesús (los jesuitas) mantiene una escuela misionera en la isla de Weno, en Chuuk. La Escuela Secundaria Xavier se encuentra en el antiguo centro de comunicaciones japonés. Es una institución coeducativa, que atrae a estudiantes de todos los grupos de islas de los Estados Federados de Micronesia, así como de Palaos y las Islas Marshall. Los profesores son jesuitas y laicos y proceden de Micronesia, Estados Unidos, Indonesia, Japón y Australia.

### Posesión del espíritu
Aunque Chuuk es una sociedad abrumadoramente cristiana, todavía existen creencias tradicionales en la posesión de espíritus por parte de los muertos. Supuestamente, estos espíritus poseen mayoritariamente a las mujeres, y la posesión de espíritus suele estar provocada por conflictos familiares. Los espíritus, que hablan a través de las mujeres, suelen amonestar a los miembros de la familia para que se traten mejor.

### Referencias culturales

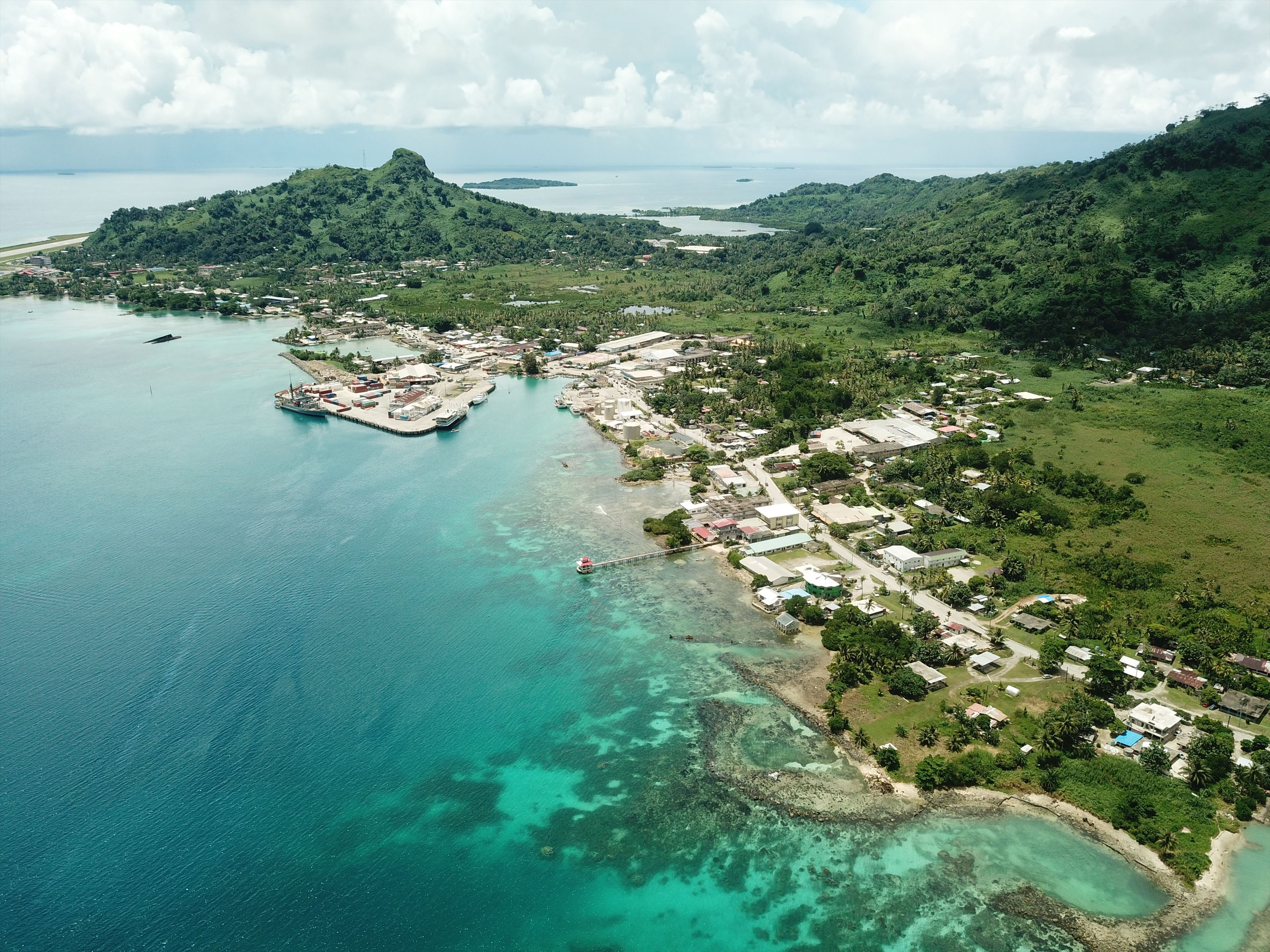
Isla Weno en el Estado de Chuuk

## Educación

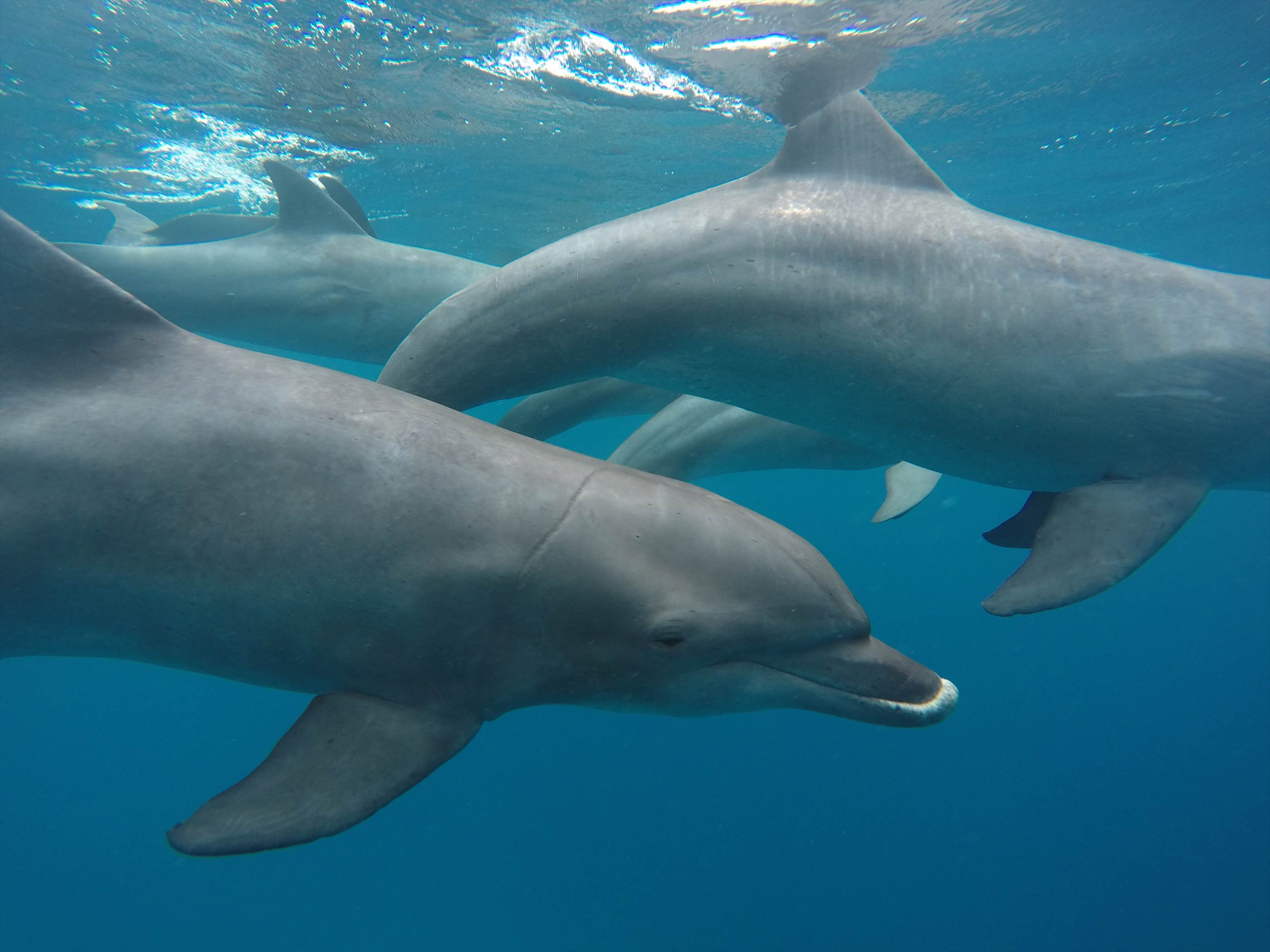
Delfines en aguas del Estado de Chuuk